# Nicolaus Granius
Nicolaus Andreae Granius, född omkring 1569 (utifrån åldersuppgift i dödbok), död 5 mars 1631 i Helmstedt, var en svensk-tysk matematiker.
Granius ursprung är okänt, enligt egna uppgifter hade han gått i skola i Strängnäs med Petrus Melartopaeus och därefter vid Collegium regium Stockholmense för Ericus Jacobi Skinnerus. 1590 befann han sig efter avslutade studier i Strängnäs varifrån han skickade brev till Erik Larsson Sparre om de anklagelser som riktades från hertig Karl mot rådsherrarna. Granius tillhörde uppenbart vid denna tid hertigens motståndare.
Kort därefter lämnade han landet och befann sig 1592 i Frankfurt am Main men begav sig 1593 till Rostock där han studerade. Han torde ha varit i någons furstes tjänst under den följande tiden, men oklart vem. År 1593 vistades han i Köpenhamn men befann sig senare samma år åter i Rostock, där han utgav en skrift. Under en tid studerade han även medicin i Italien. 
Troligen är han identisk med den "dominus Nicolaus Granæus" som 1596 befann sig i Uppsala och för domkapitlet där begärde en tjänst vid universitetet i staden. Han lämnade dock snart landet igen, troligen på grund av politiska skäl. Han inskrevs vid Helmstedts universitet 1598 samma dag som Hogenskild Bielkes senare i Polen landsflyktige son Sten. Granius blev 1604 magister vid universitetet och verkade därefter som privatlärare i logik, matematik, fysik, etik och politik i staden. Han återvände dock 1608 till Rostock där han lät utge ett par avhandlingar. 
År 1610 besökte han Prag för att där försökte förmå hertig Henrik Julius av Braunschweig-Wolfenbüttel att ordna en professur i Helmstedt åt honom. Under sin tid i Prag skrev han ett brev till sin vän Johannes Canuti Lenaeus, vars försvunne bror han lovat att söka efter. Där berättar han bland annat om Galileo Galileis upptäckter året innan och att han av Johannes Kepler förevisats ett exemplar av Galileis kikare. Han brevväxlade även med Johannes Bureus, som han lärt känna under skoltiden i Stockholm på 1580-talet. Granius vidarebefordrade kunskapen om Bureus runforskning i brev till Bonaventura Vulcanius. 
Han tycks ha upprätthållit kontakt med ett flertal landsflyktiga svenskar som var motståndare till hertig Karl och vistades i norra Tyskland. Snart återvände han dock till Helmstedt, där han 1613 blev professor i fysik. Där stannade han livet ut även om han 1621 av Gustav II Adolf och Axel Oxenstierna erbjöds att bli matematikprofessor vid Uppsala universitet med dubbel lön.